# Gil Kenan

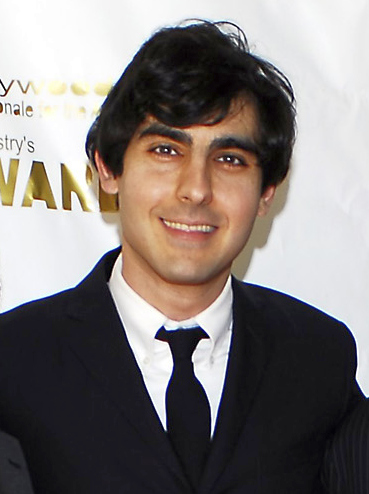
Gil Kenan (2007)

Gil Kenan (* 16. Oktober 1976 in London, England) ist ein israelisch-amerikanischer Regisseur. Er war Regisseur des Filmes Monster House, eines computer-animierten Thrillers aus dem Jahre 2006.
Regisseur Kenan gewann den UCLA Spotlight Award für seinen Live Action/Animation Horror-Fantasy Kurzfilm The Lark. Für diesen Film erhielt er auch eine Auszeichnung der Creative Artists Agency (CAA). Kenan heimste, darüber hinaus, im Jahre 2001/02 sowohl den British Academy Fellowship als auch den 2001/02 Lew Wasserman Fellowship für Filmproduktion ein. Im Anschluss zu Monster House, startete Kenan mit der Arbeit zu City of Ember – Flucht aus der Dunkelheit, eine Adaption der Drehbuchautorin Caroline Thompson des gleichnamigen Buches von Jeanne DuPrau, für Walden Media und Playtone.
2015 erschien seine Neuverfilmung von Poltergeist (1982).
Im Jahr 2022 wurde er in die Academy of Motion Picture Arts and Sciences (AMPAS) berufen, die alljährlich die Oscars vergibt.

## Filmografie
- 2002: The Lark (Kurzfilm)
- 2006: Monster House
- 2008: City of Ember – Flucht aus der Dunkelheit (City of Ember)
- 2015: Poltergeist
- 2021: Ghostbusters: Legacy (Ghostbusters: Afterlife, Drehbuch)
- 2021: A Boy Called Christmas
- 2024: Ghostbusters: Frozen Empire